# 天子湖镇
天子湖镇是中华人民共和国浙江省湖州市安吉县下辖的一个镇。
2012年5月8日，浙江省人民政府批复同意撤销高禹镇、良朋镇建制，合并设立天子湖镇。天子湖镇辖2个居民区、20个行政村，镇政府驻南店村。

## 行政区划
天子湖镇下辖以下村级行政区划单位：
上马山社区、新区社区、晓云村、良朋村、溪港村、里沟村、长隆村、良村、受荣村、乌泥坑村、迂迢村、西亩村、古苑村、南店村、五福村、余石村、张芝村、南北湖村、高庄村、高禹村、吴址村、呤诗村和南湖林场。